# یواس‌اس ونس (دی‌ئی-۳۸۷)
یواس‌اس ونس (دی‌ئی-۳۸۷) (به انگلیسی: USS Vance (DE-387)) یک کشتی بود که طول آن ۳۰۶ فوت (۹۳ متر) بود. این کشتی در سال ۱۹۴۳ ساخته شد.